# Motzfeldt Hammeken
Stephan Godmand Motzfeldt "Múte" Hammeken (13. května 1922, Nuuk – 25. ledna 2009, Nuuk) byl grónský pastor, učitel a knihovník.

## Životopis
Motzfeldt Hammeken byl synem podúředníka Kristoffera Ole Abela Hammekena (1881–1949) a jeho manželky Ane Sofie Esther Berthelsenové (1888–1957). Prostřednictvím své matky byl pravnukem Rasmuse Berthelsena (1827–1901).
Motzfeldt Hammeken navštěvoval v letech 1936 až 1938 Efterskole a poté do roku 1940 střední školu. V roce 1942 absolvoval Grónský seminář a poté byl zaměstnán jako katecheta v Kangequ. Po dvou letech se stal učitelem a katechetou ve svém rodném městě Nuuk, kde zůstal až do roku 1960. Od roku 1953 byl také asistentem prorektora. V roce 1960 byl jmenován farářem v Qeqertarsuatsiaat a v roce 1962 byl přeložen do Paamiutu. V roce 1976 byl v Dánsku jmenován grónským pastorem. V roce 1984 se vrátil do Nuuku, odkud v roce 1987 odešel do důchodu. Přesto působil jako farář v Nuuku téměř nepřetržitě až do roku 1991.
V letech 1944 až 1957 byl vedoucím knihovny v Nuuku a poté tam další tři roky působil jako asistent. V letech 1945–1955 byl pokladníkem Grónského lidového informačního sdružení a v letech 1956–1960 tajemníkem Grønlands Forlag. V letech 1951 až 1958 byl členem Rady pro péči o děti a ve stejném období byl volebním komisařem při volbách do obecních a krajských zastupitelstev. V letech 1963 až 1971 byl předsedou informačního výboru v Paamiutu. V letech 1977–1984 spolupracoval na překladu Starého zákona do grónštiny, v letech 1982–1984 byl grónským zástupcem Dánské biblické společnosti a v letech 1976-1984 zasedal ve výboru Grónské náboženské rady.
Motzfeldt Hammeken byl rytířem řádu Dannebrog a 21. června 2001 obdržel zlatý řád Nersornaat. Zemřel počátkem roku 2009 v domově důchodců v Nuuku ve věku 86 let.

## Rodina
Dne 26. prosince 1945 se oženil s Marithou Louisou Susanne Jensenovou (1924–?), dcerou lovceKaspera Sebulona Gustava Jense Jensena (1890–?) a jeho manželky Kirsten Karen Bolette Antoinette Motzfeldtové (1890–?).